# Величкино
Вели́чкино — деревня в Токарёвском районе Тамбовской области России. Входит в состав Абакумовского сельсовета.

## География
Деревня расположена на реке Битюг, на расстоянии 18 км к северу от рабочего посёлка Токарёвка, административного центра района. С востока примыкает деревня Фёдоровка.

## Население
| 2002 | 2010 |
| ---- | ---- |
| 262  | ↘250 |

### Национальный состав
Согласно результатам переписи 2002 года, в национальной структуре населения русские составляли 94 % от жителей.

## Улицы
В деревне имеются две улицы: Кооперативная и Центральная. 